# Otto Marischka
Otto Marischka (* 31. Mai 1912; † 10. Jänner 1991) war ein österreichischer Fußballspieler.

## Karriere

### Vereine
Die Saison 1934/35 spielte Marischka zunächst für den Favoritner SC. Mit dem Abstieg des Vereins, wechselte er zum SK Admira Wien, dem er von 1935 bis 1946 angehörte und mit ihm auf der Position des linken Außenverteidigers seine größten Erfolge verzeichnen konnte.
1937 spielte er mit der Mannschaft im Wettbewerb um den Mitropapokal. Aufgrund gegenseitiger Auseinandersetzungen zwischen den beiden Viertelfinalisten wurden sowohl der SK Admira Wien, als auch der CFC Genua vom Wettbewerb ausgeschlossen.
In der Saison 1938/39 nahm er an der Endrunde um die Deutsche Meisterschaft teil und erreichte mit der Mannschaft das am 18. Juni 1939 in Berlin angesetzte Finale, das jedoch gegen den FC Schalke 04 mit 0:9 verloren wurde; er bestritt einschließlich diesem alle acht Endrundenspiele. Auch am Tschammerpokal-Wettbewerb nahm seine Mannschaft teil und erreichte das Halbfinale am 12. Oktober 1941 in Dresden – und verlor gegen den Dresdner SC mit 2:4.
Von 1946 bis 1949 spielte er noch für den SC Wacker Wien, mit dem er 1947 die Österreichische Meisterschaft gewann. 1950 übernahm er den Trainerposten beim Erstligaaufsteiger FS Elektra Wien.

### Nationalmannschaft
Am 27. August 1939 kam er das einzige Mal für die Deutsche A-Nationalmannschaft zum Einsatz. Das Test-Länderspiel in Preßburg wurde mit 0:2 gegen die Nationalmannschaft der Slowakei verloren.

## Erfolge
- Gaumeister Ostmark 1939
- Österreichischer Meister 1936, 1937, 1947

## Sonstiges
Marischka ist Gründer des Gebäudedienstleisters ISS Austria. 1956 gründete er die "Gebäudereinigung Otto Marischka", die 1971 mit dem dänischen Dienstleistungskonzern ISS zur ISS Marischka GesmbH fusioniert, welches später in ISS Servisystem GmbH umbenannt wurde.